# Joséphine Ndeze Uwase
 (mars 2022).
Joséphine Ndeze, née le 30 août 1998 à Goma dans la province de Nord Kivu en République Démocratique du Congo, est  l’inventrice d'une application nommée Sos mama qui vise à réduire la mortalité infantile. Cette application lui vaut le prix Miss Geek Africa (en) 2019,.

## Biographie
De son vrai nom Joséphine Uwase Ndeze, elle est très attachée à sa ville natale où elle fait l'ensemble de ses études : études primaires au Complexe Scolaire la Fontaine, études secondaires au lycée Amani, puis études supérieures en informatique de gestion à l'Institut supérieur d'informatique et de gestion de Goma (ISIG GOMA).
Elle est directrice des opérations et cofondatrice d’Uptodate Developers.
En 2019, elle est désignée ambassadrice du Next Einstein Forum (NEF) pour la RDC. Son application et son implication pour le développement informatique lui valent d'être invitée à VIVATECH Paris en 2021. 